# Battle (miasto)
Battle – miasto w Wielkiej Brytanii, w Anglii, w regionie South East England, w hrabstwie East Sussex. W 2001 r. miasto to na powierzchni 31,8 km² zamieszkiwało 6171 osób. W Battle powstała brytyjska formacja muzyczna, grająca rock alternatywny - Keane.
Na terenie miasta znajduje się miejsce, gdzie odbyła się bitwa pod Hastings.